# Nimfen en een sater
Nymfen en een sater (Frans: Nymphes et un satyre) is de titel van een olieverfschilderij op groot formaat van de Franse kunstschilder William-Adolphe Bouguereau uit 1873. Afgebeeld is een mythologisch tafereel met een sater omringd door nimfen in dynamische poses. Het werk geldt als een schoolvoorbeeld van de toenmalige academische kunst en bevindt zich in de collectie van het Clark Art Institute te Williamstown. Bouguereau gaf zelf ooit aan het als zijn hoofdwerk te beschouwen.

## Context, thema
Nymfen en een sater is een archetypisch voorbeeld van de academische kunst, zoals die in het Frankrijk van de negentiende eeuw hoogtij vierde, onder invloed van de Académie des Beaux-Arts. De door het neoclassicisme geïnspireerde academische kunst was eerder romantisch en idealistisch dan realistisch. Vaak nam ze historische, religieuze of mythologische taferelen tot thema.
Bouguereau kiest hier voor een op het eerste gezicht redelijk willekeurig thema dat hij bij de eerste expositie in 1873 bij de Parijse salon vergezeld liet gaan door een citaat van de Romeinse dichter Publius Papinius Statius: "zich bewust van zijn ruige vacht en van kindsbeen af nooit geleerd om te zwemmen, durft hij zich niet in het water te begeven". Statius beschrijf hoe een nimf aan de sater Pan ontsnapt en door zich in het water te begeven, waar hij haar niet achterna kan komen. Bouguereau geeft echter zijn eigen draai aan de passage en laat hem door de watergodinnen dwingen zich in het water te begeven. Uit het bos komen steeds meer nimfen tevoorschijn. Er lijkt geen ontkomen aan.

## Stijl
Nymfen en een sater getuigt op de eerste plaats van vakmanschap, kenmerkend voor de academische kunst. Het is een vanuit technisch oogpunt schier perfecte uitvoering, gemaakt op basis van een grote hoeveelheid bewaard gebleven schetsen en voorstudies. De kleuren zijn warm, het oppervlak is glad, bijna glanzend, met een bijzondere aandacht voor de weergave van de huid. Typerend voor Bougereau is zijn dynamische uitbeelding van de nimfen, in complexe, maar geenszins onnatuurlijke poses. De lichamelijke weergave is volkomen. De compositie is evenwichtig en harmonisch, met de deels extra belichte figuren, theatraal geënsceneerd in een soort van organische V-vorm. Ze worden omringd door het dichte natuurlijke groen, de schuilplaats van de sater waaruit geen ontsnapping meer mogelijk is. De uitwerking doet wel denken aan een beeldhouwwerk. Uit alles spreekt een hang naar ideële, klassieke volmaaktheid.

## Duiding
Nymfen en een sater dient op de eerste plaats de klassiek-esthetische doelen van de academische, op het neoclassicisme gestoelde kunst. Onmiskenbaar is echter ook het erotiserende karakter. Het schilderij wordt wel beschouwd als een typisch "mannenwerk", waarbij de vrouw, in de traditie van de negentiende-eeuwse kunst, behalve als lustobject, neergezet wordt als verleidster, in wezen dierlijk, onder een laag van onschuld.
Kunsthistoricus Erin Walsh Anderson wijst in een proefschrift over het werk evenwel op een diepere betekenis, deels vanuit het feminisme, deels vanuit de psychoanalyse. Met betrekking tot de feministische interpretatie beargumenteerd hij erop  dat het de vrouw is die de man in haar macht heeft en op hem een zelfbewuste wijze domineert, bepaalt wat er gebeurt. De vrouw is geen passief wezen meer, zoals de Venussen die veel van Bougeureaus voorgangers schilderden.

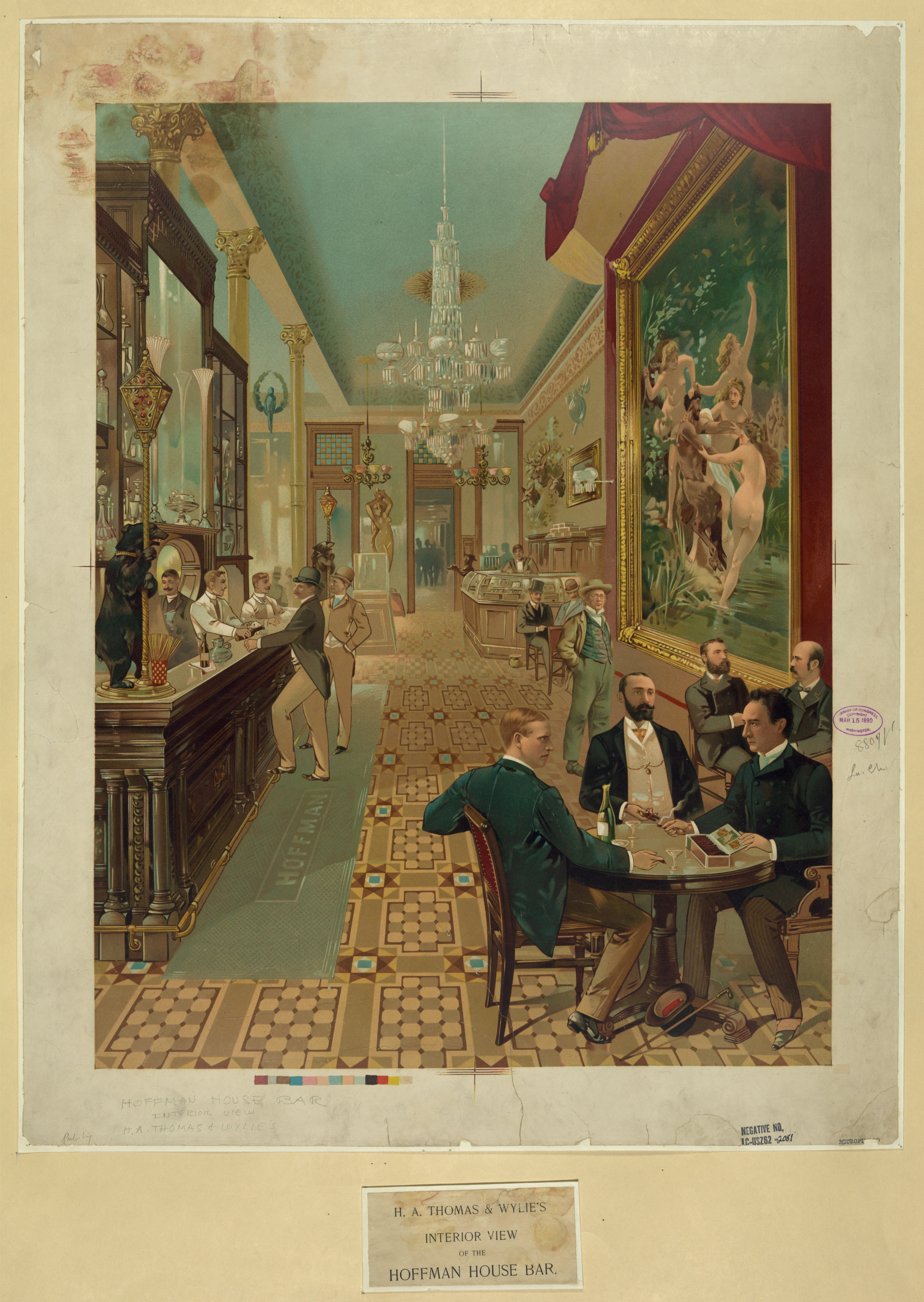
Bar Hoffman Hotel, NY, 1890, waar het werk toen hing.

Met betrekking tot de psychoanalyse gaat Anderson nog een stap verder en wijst op een diep mannelijk vrezen, refererend aan de castratieangst. Zelfbewuste vrouwen boezemen angst in. De Nimfen hebben controle over de sater en daarmee over hun mannelijke toeschouwers. De fallische hoorn van de sater is al vast in hun greep. Met de verticale kolom die de drie rechter nimfen opbouwen (waarbij de bovenste van hen nog extra haar arm omhoogsteekt) bouwen ze hun eigen fallus. Ze creëren hun daarmee hun eigen fetisj en draaien in feite de rollen om.

## Historie, waardering
Bouguereau schilderde Nymfen en een sater voor de Parijse salon van 1873, een jaar voor de eerste grote impressionistententoonstelling, op een moment dat de academische kunst onmiskenbaar terrein begon te verliezen in Parijs, toen nog het centrum van de kunstwereld. In de Verenigde Staten was er echter grote belangstelling voor zijn werk en het is dan ook niet verwonderlijk dat het verkocht werd aan de steenrijke Amerikaanse speculant en kunstverzamelaar John Wolfe. Na diens dood in 1888 belandde het enige tijd achter de bar in een hotel in New York, om in 1901 door een nieuwe eigenaar in een magazijn te worden opgeslagen, omdat hij vanuit zijn omgeving negatieve reacties kreeg op de naakte nimfen. Mede door een sterk verminderde belangstelling voor de academische kunst in de twintigste eeuw bleef het daar decennialang onopgemerkt, tot het daar in 1942 werd ontdekt en gekocht door Robert Sterling Clarke, erfgenaam van de Singer Corporation. Diens kunstverzameling vormde na zijn dood in 1956 de basis voor de collectie van het Clarke Institute, een museum in Williamstown, Massachusetts, waar het werk nu nog steeds te zien is.
In 2012 werd Nymfen en een sater ingrijpend gerestaureerd, waarbij met name de kleuren werden opgehaald en het werk een minder doffe, lichtere uitstraling kreeg.

## Studies, 1873

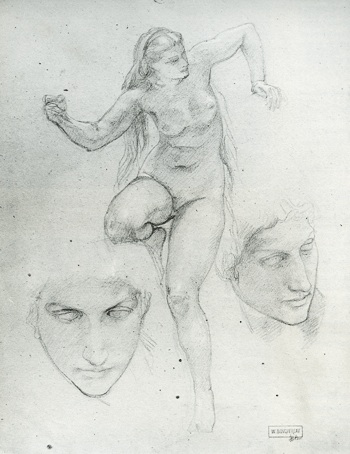
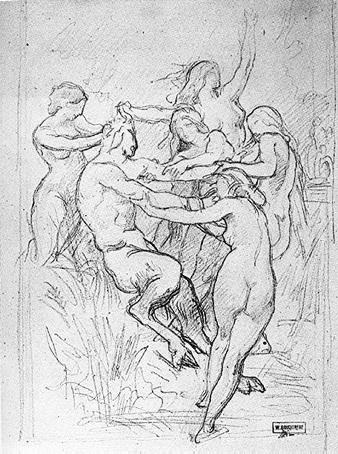
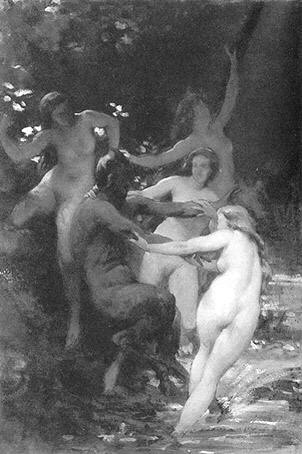